# Bohemernas liv
Bohemernas liv är en fransk-italiensk-svensk-tysk film från 1992 i regi av Aki Kaurismäki.

## Handling
Marcel, en fattig poet i Paris, vräks från sitt spartanska rum. När han drar omkring på Paris gator stöter han på den albanske konstnären Rodolfo. De upptäcker att de är själsfränder i sin syn på konsten. De två vännerna blir tre när de träffar den irländska kompositören Schaunard, som övertagit Marcels rum. Trion hjälper varandra i den dagliga kampen för överlevnad.

## Om filmen
Filmen belönades 1992 med två European Film Awards för bästa skådespelare (Matti Pellonpää) och bästa biroll (André Wilms).

## Rollista (i urval)
- Matti Pellonpää - Rodolfo
- Evelyne Didi - Mimi
- André Wilms - Marcel
- Kari Väänänen - Schaunard
- Christine Murillo - Musette
- Jean-Pierre Léaud - Blancheron
- Laika - Baudelaire, en hund